# Fudbalski Klub Milano Kumanovo
Il Fudbalski Klub Milano Kumanovo (in lingua macedone фудбалски клуб Милано Кумановоо), noto come Milano Kumanovo, è una società calcistica macedone con sede nella città di Kumanovo. Milita attualmente nel campionato di Kumanovo, una divisione della quarta serie macedone. 
Ha militato nella Prva liga, la massima divisione macedone.
Fondata nel 1990, la squadra è stata promossa nella  Prva liga nel 2007. Giunta alla finale di Coppa di Macedonia nel 2008, ha partecipato ai preliminari della Coppa UEFA 2008-2009 e a quelli della UEFA Europa League 2009-2010, venendo in entrambe le occasioni eliminata nel primo turno disputato.

## Palmarès

### Competizioni nazionali
- Vtora Liga: 1

2006-2007
- Treta Liga: 1

2005-2006

### Altri piazzamenti
- Campionato macedone:

Secondo posto: 2007-2008, 2008-2009
- Coppa di Macedonia:

Finalista: 2007-2008
Semifinalista: 2006-2007, 2008-2009

## Partecipazioni alle coppe europee
| Stagione | Torneo             | Turno          | Nazione            | Club           | Andata | Ritorno | Totale |
| -------- | ------------------ | -------------- | ------------------ | -------------- | ------ | ------- | ------ |
| 2008-09  | Coppa UEFA         | 1° preliminare | Cipro (bandiera)   | Omonia Nicosia | 0-2    | 1-2     | 1-4    |
| 2009-10  | UEFA Europa League | 2° preliminare | Croazia (bandiera) | Slaven Belupo  | 0-4    | 2-8     | 2-12   |